# Stara Synagoga w Brzegu Dolnym
Stara Synagoga w Brzegu Dolnym – nieistniejąca synagoga w Brzegu Dolnym, pierwotnie urządzona w drukarni. Kilka lat później w pobliżu wybudowano budynek, który istniał do 1785 roku. W tym samym roku wybudowano na jego miejscu nowy budynek, który przetrwał do 1847 roku. Synagoga ta była pierwszą bożnicą w Brzegu Dolnym.